# Суад Енгюлу
Суад Енгюлу (на турски: Suat Engüllü; на македонска литературна норма: Суад Енѓулу) е писател от Северна Македония.

## Биография
Роден е в 1950 година в Скопие, тогава в Югославия. По проиход е турчин. Завършва средно училище и работи като новинар във вестник „Бирлик“. Член е на Дружеството на писателите на Македония от 1975 година. Емигрира в Турция, където работи.